# Taronga Zoo
Taronga Zoo är en djurpark i den australiska staden Sydney. Den ligger i förorten Mosman och öppnades officiellt den 7 oktober 1916.
Parken är delad i åtta djurgeografiska zoner och är hemvist för mer än 2 600 djur på ungefär 21 hektar.
I en voljär med namnet Rainforest Aviary visas bland annat regnbågslorikit, i natthuset lever olika inhemska nattdjur som grävlingpungdjur, kaninpunggrävlingar, vanlig pungekorre, arter av släktet Potorous och små pungdjur, i kräldjursavdelning finns några av världens giftigaste ormar och i saltvattenavdelningar hittas öronsälar från regionen. Djurparken har även exemplar av näbbdjuret.